# 汐町
汐町（しおまち）は、兵庫県尼崎市にある町丁。丁目は振り分けられていない。郵便番号は660-0866。

## 地理
東は西桜木町に接する。西は玄番南之町に接する。北は寺町、南は西本町と接する。

## 交通
鉄道、バス共に走っていない

## 校区[3]
| 区域 | 小学校     | 中学校     |
| ---- | ---------- | ---------- |
| 全域 | 明城小学校 | 成良中学校 |